# Golf de València

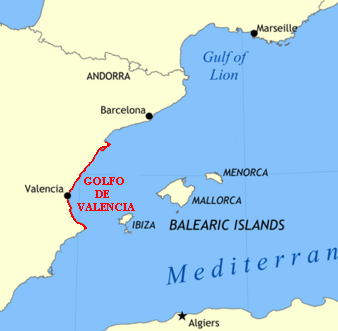
Mapa del Golf de València

El Golf de València és un entrant del mar Mediterrani en les costes de l'est de la península Ibèrica, des del cap de la Nau (Marina Alta) fins al d'Orpesa (Plana Alta).
En aquest golf hi desemboquen, de nord a sud, els rius la Sénia, el Millars, el Palància, el Túria, el Xúquer, el Serpis, i els petits rius el Girona i el Gorgos.

## Geografia
Al llarg de tota la línia de costa que comprèn el Golf de València, trobem (de nord a sud) com accidents geogràfics més destacats la Serra del Montsià, els caps de Peníscola, Orpesa i Cullera, car generalment la costa és baixa i sorrenca, la qual cosa afavoreix la presència d'abundants zones pantanoses (sobretot en la plana central) com les albuferes d'Orpesa, Gandia, i més concretament l'albufera de València.
Els cultius d'arrossars més propis de la plana central es compaginen amb el cultiu de cítrics al llarg de tota la costa i amb el cultiu d'hortalisses al nord del Golf.

## Economia
El Golf de València abasta una àrea molt densament poblada, puix la seva plataforma litoral comprèn una gran quantitat de platges que afavoreixen la consolidació del turisme (sota els noms turístics de Costa de la Flor del Taronger i Costa de València per als litorals de les comarques properes a Castelló de la Plana i València respectivament). El desenvolupament industrial de la zona també es fa palès a través dels ports comercials tan importants com els de Sant Carles de la Ràpita, Castelló de la Plana, Sagunt, València, Gandia i el Port de Dénia.